# 沔州 (西魏)
沔州，中国南北朝时设置的州。
西魏废帝三年（554年）改江州设置沔州，治所在汊川郡甑山县（今湖北汉川市东南十里）。下辖汊川郡、鲁山郡。辖境约当今湖北省汉川市及武汉市蔡甸区、汉阳区地。北周建德二年时（573年）废沔州，属地归属复州。隋朝于大业元年（605年）改复州置沔州，治所在沔阳县（今湖北仙桃市西南沔城镇）。唐朝于武德四年（621年）置沔州，治所在汉阳县（今湖北武汉市汉阳区）。